# Fiołek ałtajski
Fiołek ałtajski (Viola altaica Ker Gawl.) – gatunek roślin z rodziny fiołkowatych (Violaceae). Występuje naturalnie w Rosji (w zachodniej części Syberii), Kazachstanie, Uzbekistanie, Tadżykistanie, Kirgistanie, Mongolii oraz Chinach (w regionie Sinciang).

## Morfologia
PokrójBylina dorastająca do 4–15 cm wysokości, tworząca kłącza.
LiścieBlaszka liściowa ma owalnie podługowaty lub owalnie okrągławy kształt. Mierzy 1,2–2 cm długości oraz 1–1,4 cm szerokości, jest ząbkowana na brzegu, ma klinową nasadę i tępy wierzchołek. Przylistki są owalne lub podługowate i osiągają 10–26 mm długości. Ogonek liściowy jest nagi i ma 20 mm długości.
KwiatyPojedyncze, wyrastające z kątów pędów. Mają działki kielicha o podługowato-lancetowatym kształcie i dorastające do 8–13 mm długości. Płatki są okrągławe, mają fioletową barwę, płatek przedni jest wyposażony w obłą ostrogę o długości 3-4 mm.
OwoceTorebki o podługowato-jajowatym kształcie.

## Biologia i ekologia
Rośnie na łąkach i brzegach cieków wodnych.